# Partit Popular Democràtic de Jammu i Caixmir
Partit Popular Democràtic de Jammu i Caixmir (Jammu and Kashmir People's Democratic Party) és un partit polític de Jammu i Caixmir.
Fou fundat el 1999 per l'ex ministre federal, Mufti Mohammed Sayeed, i va guanyar per molt poc les eleccions de 2002 a Jammu i Caixmir i va formar govern colligat amb el Partit del Congrés Parlamentaris. El 2005 va renovar la coalició amb el Congrés. El seu dirigent actual és Mehbooba Mufti mentre que Mufti Mohammad Sayeed és el president.